# 전주서곡중학교
전주서곡중학교(全州西谷中學校)는 대한민국 전북특별자치도 전주시 완산구 효자동3가에 있는 공립 중학교이다.

## 학교 연혁
- 2001년 8월 2일 : 학교 설립 인가(24학급)
- 2003년 3월 1일 : 제1대 서정완 교장 부임
- 2003년 3월 3일 : 제1회 신입생 입학(8학급 289명)
- 2022년 3월 1일 : 제7대 이원형 교장 부임
- 2024년 1월 31일 : 강당 현대식 리모델링
- 2024년 2월 7일 : 제19회 131명 졸업(졸업생 총수 5,643명)
- 2024년 3월 4일 : 신입생 115명 입학(15학급 341명)

## 참고 자료
- 전주서곡중학교 - 한국교육학술정보원 학교알리미